# Clonophis kirtlandii
Clonophis kirtlandii is een slang uit de familie toornslangachtigen (Colubridae) en de onderfamilie waterslangen (Natricinae).

## Naam en indeling
De wetenschappelijke naam van de soort werd voor het eerst voorgesteld door Robert Kennicott in 1856. Oorspronkelijk werd de wetenschappelijke naam Regina kirtlandii gebruikt. De slang werd eerder aan andere geslachten toegekend, zoals Natrix, Ischnognathus en Tropidonotus.
Het is de enige soort uit het monotypische geslacht Clonophis, dat voor het eerst werd beschreven door Edward Drinker Cope. De soort behoorde lange tijd tot het geslacht Regina, waardoor de verouderde wetenschappelijke naam in de literatuur wordt gebruikt. In het Engels staat de slang bekend als Kirtland's snake. De soortaanduiding kirtlandii is een eerbetoon aan de Amerikaanse bioloog Jared Potter Kirtland (1793 - 1877).

## Uiterlijke kenmerken
De slang blijft klein en bereikt een lichaamslengte van ongeveer 36 tot 46 centimeter, uitschieters kunnen tot 62 cm lang worden. De bovenzijde van het lichaam is bruin gekleurd, met vier rijen donkere tot zwarte ronde vlekken. De buikzijde heeft een rode kleur, met aan weerszijden een rij kleinere zwarte vlekjes. De dorsale schubben zijn gekield.

## Verspreiding en habitat

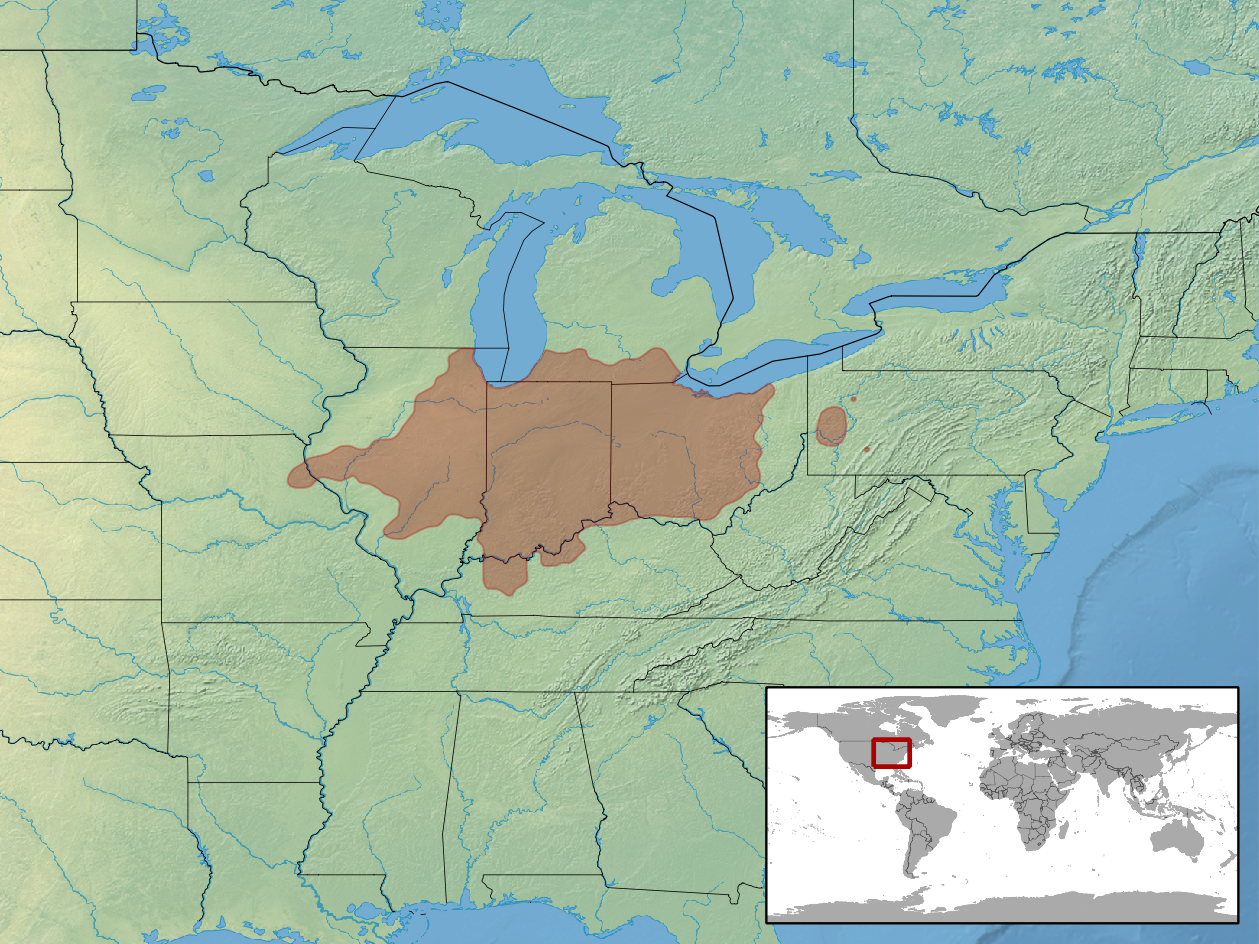
Verspreidingsgebied in het bruin.

De soort komt voor in delen van Noord-Amerika en leeft endemisch in de Verenigde Staten, meer bepaald in Illinois, Indiana, Ohio, het zuiden van Michigan, het noorden van Kentucky en het westen van Pennsylvania. De soort wordt in verschillende staten als bedreigd beschouwd.
Clonophis kirtlandii leeft in prairies of andere prairie-achtige habitats, niet ver van water. De slang komt voor in bossen, graslanden en draslanden. Ook in door de mens aangepaste streken zoals weilanden en stedelijke gebieden kan de slang worden aangetroffen.

## Beschermingsstatus
Door de internationale natuurbeschermingsorganisatie IUCN is de beschermingsstatus 'gevoelig' toegewezen (Near Threatened of NT).